# Björsjö (Gävle socken, Gästrikland)
Björsjö är en sjö i Gävle kommun i Gästrikland och ingår i Gavleån-Dalälvens kustområde. Sjön har en area på 0,121 kvadratkilometer och ligger 26,2 meter över havet.

## Delavrinningsområde
Björsjö ingår i det delavrinningsområde (672682-157820) som SMHI kallar för Inloppet i Kastsjön. Medelhöjden är 29 meter över havet och ytan är 14,81 kvadratkilometer. Det finns inga avrinningsområden uppströms utan avrinningsområdet är högsta punkten. Avrinningsområdets utflöde mynnar i havet. Avrinningsområdet består mestadels av skog (71 procent). Avrinningsområdet har 0,12 kvadratkilometer vattenytor vilket ger det en sjöprocent på 0,8 procent. Bebyggelsen i området täcker en yta av 3,01 kvadratkilometer eller 20 procent av avrinningsområdet.